# دانغيونغ ملكة جوسون
الملكة دانغيونغ (بالهانغل: 단경왕후، وبالهانجا: 端敬王后. ولدت في 1487 وماتت في 27 ديسمبر 1557) هي الزوجة الأولى للملك جنغجونغ ملك سلالة جوسون. أبعدت الملكة بطلب من المسؤولين لأنها إحدى قريبات الملكة شن المخلوعة زوجة الملك يونسان المخلوع (شقيق الملك جنغجونغ) والذي أبعد بعد انقلاب حكومي.

## العائلة
- الجد: شن سُنغ سون (신승선 / 愼承善).
- الجدة: امرأة من عشيرة إي جونجو (전주 이씨 / 全州 李氏).
- الجد من جهة الأم: غوون رام (권람 / 權擥).
- الجدة من جهة الأم: ابنة إي وون (이원 / 李原) من عشيرة إي غوسونغ (고성 이씨 / 固城 李氏).
  - العمة: الملكة شن المخلوعة زوجة الملك يونسان المخلوع.
  - الأب: شن سُك غُن (신수근 / 愼守勤).
  - الأم: ابنة غوون رام (권람 / 權擥) من عشيرة غوون أندونغ (안동 권씨 / 安東權氏).
  - الأم الحقيقية: ابنة هان تشنغ إن (한충인 / 韓忠仁) من عشيرة هان تشونغجو (청주 한씨 / 淸州 韓氏).

### الأسرة
- والد الزوج: الملك سونغجونغ (성종대왕 / 成宗大王).
- والدة الزوج: الملكة تشونغهيون (정현왕후 / 貞顯王后).
  - الزوج: الملك جنغجونغ (중종대왕 / 中宗大王).

## التصوير الحديث
- أوركيد الحياة من قناة MBC في سنة 1985، وقامت بدورها الممثلة إي أونغ غيونغ.
- جو غوانغ جو من قناة KBS في سنة 1996، وقامت بدورها الممثلة كم هي ري.
- نساء القصر من قناة SBS في سنة 2001، وقامت بدورها الممثلة كم هي جونغ.
- سا إم دانغ، مذكرة الضوء من قناة SBS في سنة 2017، وقامت بدورها الممثلة ين سوك هوا.
- ملكة لسبعة أيام من قناة KBS2 في سنة 2017، وقامت بدورها الممثلة باك شي أون والممثلة باك من يونغ.